# Shalonda Solomon
Shalonda Solomon, ameriška atletinja, * 19. december 1985, Los Angeles, ZDA.
Ni nastopila na poletnih olimpijskih igrah. Na svetovnih prvenstvih je osvojila naslov prvakinje v štafeti 4x100 m leta 2011. Istega leta je postala ameriška državna prvakinja v teku na 200 m.